# Diary of a Wimpy Kid (filme)
Diary of a Wimpy Kid (bra: Diário de um Banana; prt: O Diário de um Banana) é um filme norte-americano lançado pela 20th Century Fox, baseado no livro homônimo, de Jeff Kinney. Foi dirigido por Thor Freudenthal, com Zachary Gordon estrelando como Greg.
As gravações do filme ocorreram entre os dias 12 de agosto e 16 de outubro de 2009, sendo lançado em 19 de março de 2010 nos Estados Unidos e 16 de agosto de 2011 no Brasil.

## Elenco
- Zachary Gordon - Greg Heffley
- Robert Capron - Rowley Jefferson
- Chloë Grace Moretz - Angie
- Devon Bostick - Rodrick Heffley
- Steve Zahn - Frank Heffley
- Rachael Harris - Susan Heffley
- Alex Ferris - Collin
- Rob LaBelle - Sr. Winsky
- Samantha Page - Shelley
- Jennifer Clement - Sra. Sílex
- Karan Brar - Chirag Gupta

## Recepção
No agregador de críticas dos Estados Unidos, o Rotten Tomatoes, na pontuação onde a equipe do site categoriza as opiniões da  grande mídia e da mídia independente apenas como positivas ou negativas, o filme tem um índice de aprovação de 54% calculado com base em 107 comentários dos críticos. Por comparação, com as mesmas opiniões sendo calculadas usando uma média aritmética ponderada, a nota alcançada é 5,5/10 que é seguida do consenso dizendo que "ao contrário de seu material de origem best-seller, Diary of a Wimpy Kid falha em colocar um protagonista simpático no centro de seu humor do ensino médio – e sua mensagem subjacente é abafada como resultado".
Em outro agregador de críticas também dos Estados Unidos, o Metacritic, que calcula as notas das opiniões usando somente uma média aritmética ponderada de determinados veículos de comunicação em maior parte da grande mídia, o filme tem uma pontuação de 56 entre 100, alcançada com base em 27 avaliações da imprensa anexadas no site, com a indicação de "revisões mistas ou neutras".
Roger Ebert deu ao filme três estrelas e meia em cada quatro, escrevendo "É ágil, brilhante e engraçado. Ele não faz emburrecer. Não patrocina. Ele sabe alguma coisa sobre a natureza humana." Glenn Whipp da Associated Press foi menos positivo, dizendo: "Ao transferir a limpo o humor, precisa de ilustrações de Kinney e prosa para o grande ecrã, o material perde um pouco do seu charme."
Na série de TV At the Movies, David Stratton deu ao filme uma estrela, enquanto a co-anfitriã Margaret Pomeranz deu-lhe metade de uma estrela. Stratton chamou o filme de "cansativo" e disse que não havia "nada remotamente interessante na direção de Thor Freudenthal ou no roteiro." Pomeranz não gostou do caráter de Greg Heffley, dizendo: "Eu realmente pensei que ele era desagradável. Eu não queria passar um tempo com ele. Eu não podia esperar para o final deste filme."